# Paracelso
Este artículo trata del personaje histórico. Para el archipiélago, véase: Islas Paracelso.
Theophrastus Phillippus Aureolus Bombastus von Hohenheim, también Theophrastus Bombast von Hohenheim, conocido como Paracelso o Teofrasto Paracelso (n. en Zúrich, en la Teufelsbrücke, Einsiedeln, c. 1493-Salzburgo, 24 de septiembre de 1541), fue un alquimista, médico y astrólogo suizo. Fue conocido porque se creía que había logrado la transmutación del plomo en oro mediante procedimientos alquímicos y por haberle dado al zinc su nombre, llamándolo zincum.
Es considerado a veces como el padre de la toxicología con su célebre frase dosis sola facit venenum, es decir, «la dosis hace al veneno», máxima de la disciplina.
El nombre Paracelso (Paracelsus, en latín), que escogió para sí mismo y por el que es generalmente conocido, significa «igual o semejante a Celso», un médico romano del siglo I.
Su incesante búsqueda de lo nuevo y su oposición a la tradición y los remedios heredados de tiempos antiguos le postulan como un médico moderno, adelantado a sus contemporáneos. En cambio, en su concepción del misticismo  y la astrología se podría decir que mantuvo una postura inmovilista sobre los conceptos más arcaicos.

## Biografía
Nació y fue criado en Einsiedeln (Suiza), hijo del médico y alquimista suabo Wilhelm Bombast von Hohenheim y de madre suiza.

«Lo que se forja con el fuego es alquimia, ya sea en un horno o en la estufa de la cocina.»
Paracelso

En su juventud trabajó en las minas como analista. Comenzó sus estudios a los 16 años en la Universidad de Basilea, y más tarde en Viena. Se doctoró en la Universidad de Ferrara.
Trabajó como cirujano militar al servicio de Venecia en 1522, por lo que es probable que estuviera en muchas guerras entre 1517 y 1524 en Países Bajos, Escandinavia, Prusia, Tartaria y, posiblemente, el cercano Oriente.
Discrepaba con la idea que entonces tenían los médicos de que la cirugía era una actividad marginal relegada a los barberos.

«No debe haber ningún cirujano que no sea también médico. Donde el médico no sea también cirujano no será más que un ídolo que no es sino un monigote.»
Paracelso

Sus investigaciones se volcaron sobre todo en el campo de la mineralogía. Viajó bastante, en busca del conocimiento de la alquimia. Produjo remedios o medicamentos con la ayuda de los minerales para destinarlos a la lucha del cuerpo contra la enfermedad. Otro aporte a la medicina moderna fue la introducción del término sinovial; de allí el líquido sinovial, que lubrica las articulaciones. Además estudió y descubrió las características de muchas enfermedades (sífilis y bocio entre otras), y para combatirlas se sirvió del azufre y el mercurio. Fue además el primero en identificar una enfermedad producida por el trabajo.

«Has salvado a Frobenius, que es la mitad de mi vida, del mundo de las sombras.»
Desiderio Erasmo en carta a Paracelso, al enterarse de que éste había salvado, en 1527, la vida de Johann Froben, impresor protestante y humanista que padecía una grave infección en una pierna, que podría haber sido amputada.

El orden cósmico era lo que interesaba a Paracelso en primera instancia y lo halló en la tradición astrológica. La doctrina del Astrum in corpore es su idea capital y más querida. Fiel a la concepción del hombre como microcosmos, puso el firmamento en el cuerpo del hombre y lo designó como Astrum o Sydus (en español, astro o constelación). Fue para él un cielo endosomático cuyo curso estelar no coincide con el cielo astronómico, sino con la constelación individual que comienza con el «Ascendente» u horóscopo.
Se le atribuye la paternidad del término Espagiria.
Uno de los principios de Paracelso fue: «Únicamente un hombre virtuoso puede ser buen médico»; para él, la medicina tenía cuatro pilares:
1. astronomía
2. ciencias naturales
3. química
4. el amor

Introdujo el uso del láudano. Su principal libro fue La gran cirugía (Die Grosse Wundartzney).
A pesar de que se ganó bastantes enemigos y obtuvo fama de mago, contribuyó en gran manera a que la medicina siguiera un camino más científico y se alejase de las teorías de los escolásticos.
También aportó datos alquímicos. A Paracelso se le atribuye la idea de que los cuatro elementos (tierra, fuego, aire y agua) pertenecían a criaturas fantásticas que existían antes del mundo. Así pues, la tierra pertenecería a los gnomos, el agua a las nereidas (ninfas acuáticas), el aire a los silfos (espíritus del viento) y el fuego a las salamandras (hadas de fuego).
Igualmente, Paracelso aceptó los temperamentos galénicos y los asoció a los cuatro sabores fundamentales. Esta asociación tuvo tal difusión en su época que aún hoy en día, en lenguaje coloquial, nos referimos a un carácter dulce (tranquilo, flemático), amargo (colérico), salado (sanguíneo, dicharachero) y el carácter ácido pertenecería al temperamento melancólico.
Murió a la edad de 47 años en Salzburgo y sus restos fueron enterrados según sus deseos en el cementerio en la iglesia de San Sebastián en Salzburgo.

## Obras
Publicada en vida
- Vom Holz Guaico, 1529.
- Von der Französischen kranckheit Drey Bücher, 1530.
- Vonn dem Bad Pfeffers in Oberschwytz gelegen, 1535.
- Die große Wundarzney Ulm, 1536 (Hans Varnier); Augsburg (Haynrich Stayner (=Steyner)), 1536; Frankfurt/ M. (Georg Raben/ Weygand Hanen), 1536.
- Prognostications, 1536.

Publicaciones póstumas
- Wundt unnd Leibartznei. Frankfurt/ M., 1549 (Christian Egenolff); 1555 (Christian Egenolff); 1561 (Chr. Egenolff Erben).
- Von der Wundartzney: Ph. Theophrasti von Hohenheim, beyder Artzney Doctoris, 4 Bücher. (Peter Perna), 1577.
- Von den Krankheiten so die Vernunfft Berauben. Basel, 1567.
- Archidoxa. Kraków, 1569.
- Kleine Wundartzney. Basel (Peter Perna), 1579.
- Opus Chirurgicum, Bodenstein, Basel, 1581.
- Huser quart edition (medicinal and philosophical treatises), Basel, 1589.
- Chirurgical works (Huser), Basel, 1591 und 1605 (Zetzner).
- Straßburg edition (medicinal and philosophical treatises), 1603.
- Kleine Wund-Artzney. Straßburg (Ledertz) 1608.
- Opera omnia medico-chemico-chirurgica, Genevae, Vol3, 1658.
- Philosophia magna, tractus aliquot, Cöln, 1567.
- Philosophiae et Medicinae utriusque compendium, Basel, 1568.
- Liber de Nymphis, sylphis, pygmaeis et salamandris et de caeteris spiritibus

## Eponimia
- El cráter lunar Paracelsus lleva este nombre en su memoria.[12]
- El asteroide (2239) Paracelsus también conmemora su nombre.[13]

## En la ficción
- El personaje del doctor Fausto, en el Fausto de Goethe (1808) tiene influencia de Paracelso, particularmente en su búsqueda por la esencia de la vida y su preocupación por lo oculto.[14]
- Paracelso es mencionado en la Placa 22 de El matrimonio de Cielo e Infierno de William Blake.
- Robert Browning escribió un largo poema sobre su vida, titulado «Paracelsus» y publicado en 1835.[15]
- Arthur Schnitzler escribió una obra en verso sobre él (Paracelsus, 1899)
- Erwin Guido Kolbenheyer escribió una trilogía de novelas (Paracelsus-Trilogía, 1917-26)
- Es el personaje principal del cuento de Jorge Luis Borges La Rosa de Paracelso.[16]
- En el libro El gabinete del alquimista muerto de Carlos Poveda se le nombra repetidas veces junto con otros alquimistas destacados como Nicolas Flamel, Basilio Valentín, Lulio o Cyliani.
- En 1943 se filmó la película Paracelsus, dirigida por Georg Wilhelm Pabst.[17] Pabst sería duramente criticado después por haberla rodado bajo el régimen nazi y sujeto –como todas las películas alemanas de la época– a la supervisión de Goebbels.
- Se le menciona en el segundo capítulo de Frankenstein de Mary Shelley, junto a Cornelio Agrippa y Alberto Magno. Los tres nombres se repiten en el cuento de Nathaniel Hawthorne llamado La Marca de Nacimiento.
- En la novela El aventurero de Mika Waltari (1948) se nombra a Paracelso en distintas ocasiones como maestro de Miguel, protagonista de la misma. Además se hace mención de su participación para salvar la pierna de Johann Frobenius y, a partir de allí, su relación con Erasmo de Róterdam como médico.[18]
- En el videojuego de Capcom Resident Evil 3, La Espada de Paracelso es el nombre de un cañón de riel electromagnético.
- Junto a Agrippa, Paracelso es uno de los 101 magos famosos que aparecen en los cromos de las Ranas de Chocolate en el universo Harry Potter. En los libros, su estatua aparece en Hogwarts.
- En el manga y anime Fullmetal Alchemist, el padre de los hermanos Elric recibe el nombre de Van Hohenheim. En el anime de 2009, Fullmetal Alchemist Brotherhood, Van Hohenheim adopta este nombre tras haber rechazado el de "Theophrastus Bombastus".
- Se le menciona en el capítulo 92 de Moby-Dick, de Herman Melville.
- La obra radiofónica de Mark Barratt La Cola del Pavo Real trata varios sucesos (algunos ficticios) acaecidos en su retiro en Basilea alrededor de 1527. Fue emitida por primera vez a través de BBC Radio 4 el 29 de abril de 1991, con Alan Howard como Paracelso.
- Es mencionado como uno de los “muchos héroes y heroínas irlandeses de la antigüedad” en el episodio de “Cíclopes” de Ulises, de Joyce.
- Ocupa un lugar destacado en la primera parte de la Trilogía de Cornualles: Los ángeles rebeldes, de Robertson Davies.
- En el juego Haunting Ground, el principal villano se llama Aureolus.
- En la novela The Cunning Man se habla de Paracelso como gran influencia en la medicina ejercida por el doctor Jon Hullah.
- En la serie de TV Beauty & the Beast, un científico depravado que se hace llamar Paracelso es uno de los principales villanos.
- En La letra escarlata de Nathaniel Hawthorne, Roger Chillngworth le da a Hester Prynne un remedio que es al menos tan viejo como Paracelso.
- En el libro El país de la canela, del escritor colombiano William Ospina, Paracelso es mencionado como uno de los discípulos que han adoptado el nombre de su maestro Teofrasto.
- En Nosferatu, eine Symphonie des Grauens, el Profesor Bulwer es descrito en los créditos como “seguidor de Paracelso”.
- En la serie de TV Warehouse 13, Paracelso (interpretado por Anthony Head) es un famoso alquimista que fue petrificado por los agentes de Warehouse 9 por el asesinato de 600 personas con el objetivo de crear una piedra filosofal que utilizaría para alcanzar la inmortalidad. Es liberado y se convierte en el principal antagonista de la serie en el final de la cuarta temporada y el inicio de la quinta.
- En el animé Trinity Seven se le menciona en el capítulo 2 en una clase sobre la materia y su composición.
- En el videojuego Soulcalibur Legends existe un personaje que lleva el mismo nombre que Paracelso, y actúa como el maestro de Iska Farkas. A base de las notas que Iska robó a Paracelso (su maestro), fue capaz de crear un homúnculo.
- Aparece como un servant de la clase Caster en Fate/Prototype: Sougin no Fragments.[19]
- En el juego para móviles Fate/Grand Order, es un servant de clase Caster.[20]

## Edición en español
Editorial Tritemio está llevando a cabo la publicación de las obras de Paracelso en su colección de Medicina Tradicional de Occidente:
- Spagyria. Principios Terapeúticos. 2019. ISBN 9788416651184.
- La preparación del antimonio. Obras spagyricas y médicas. 2019. ISBN 9788416651177.
- El libro de la Restauración y la Renovación. 2017. ISBN 9788493483111.
- Los XIV libros de los parágrafos. 2016. ISBN 9788416651023.
- La gran cirugía. 2015. ISBN 9788492822935.
- Tratado acerca de las enfermedades producidas por el tártaro. 2015. ISBN 9788492822881.
- Los diez libros sobre las archidoxias alquímicas. La elaboración espagyrica de medicamentos. 2014. ISBN 9788492822904.
- Tratado sobre las enfermedades de la matriz. 2008. ISBN 9788493587154.
- Tratado sobre las enfermedades de los mineros. 2008. ISBN 9788493587147.
- El libro de la Larga Vida. 2007. ISBN 9788493483104.
- Herbarius. 2007. ISBN 9788493483142.
- Liber paragranum. 2007. ISBN 9788493483128.
- Cinco tratados de filosofía. 2007. ISBN 9788493483159.

### Otras ediciones
- Botánica oculta: las plantas mágicas según Paracelso. Ed. Facsímil. Rodolfo Putz. Valladolid: Maxtor. 2009. ISBN 978-84-9761-275-3.
- Paracelso. Textos esenciales. Edición de Jolande Jacobi, introducción de Gerhard Wehr, epílogo de C. G. Jung, traducción Carlos Fortea. El Árbol del Paraíso 24. Madrid: Ediciones Siruela. 2007 [2ª edición]. ISBN 978-84-7844-567-7.
- La naturaleza de las cosas. Barcelona: Ediciones Obelisco. 2007. ISBN 978-84-9777-342-3.
- Diccionario de botánica oculta: las plantas mágicas. Agotado. Barcelona: Ediciones 29. 2004. ISBN 978-84-7175-529-2.
- Los misterios de los signos del zodíaco: medicinas celestiales. Cura mágica de enfermedades con sellos grabados en metales. Barcelona: Editorial Humanitas. 2004. ISBN 978-84-7910-383-5.
- La aplicación de la magia divina: la filosofía oculta. Barcelona: Editorial Humanitas. 2004. ISBN 978-84-7910-381-1.
- Los secretos de la alquimia: el arte oculto revelado en la naturaleza de los planetas. Barcelona: Editorial Humanitas. 2004. ISBN 978-84-7910-380-4.
- Libro de las ninfas, los silfos, los pigmeos, las salamandras y los demás espíritus. Cuarta edición bilingüe alemán-español. Barcelona: Ediciones Obelisco. 2003. ISBN 978-84-9777-043-9.
- Las plantas mágicas: botánica oculta. Agotado. Barcelona: Editorial Humanitas. 1999. ISBN 978-84-7910-037-7.
- Manual de la Piedra Filosofal y otros textos alquímicos. Barcelona: MRA. 1997. ISBN 978-84-88865-28-1.
- Paracelso: Obras Completas. Barcelona: Edicomunicación. 1990. ISBN 978-84-7672-264-0.
- Botánica oculta: las plantas mágicas. Agotado. Buenos Aires: Editorial Kier. 1984. ISBN 978-950-17-0611-6.
- Tres tratados esotéricos. Madrid: Luis Cárcamo editor. 1977. ISBN 978-84-85316-00-7.
- Obras Completas (Opera Omnia). Contiene Estudio Preliminar sobre Paracelso; Libro de los Prólogos; Libro de las Entidades; Libro de las Paradojas. 435 págs. Buenos Aires, Argentina: Editorial Schapire. 1945. ISBN 978-84-86307-45-5.